# St Mary’s Hospital (London)
Koordinaten: 51° 31′ 2″ N, 0° 10′ 23″ W

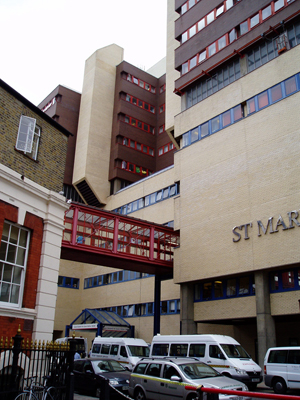
St Mary’s Hospital

Das St Mary’s Hospital ist ein Krankenhaus im Londoner Stadtteil Paddington. 
Das Krankenhaus verfügt über 495 Betten. Zum Krankenhaus gehört der private Lindo wing, wo viele bekannte Persönlichkeiten geboren wurden wie beispielsweise der britische Sänger Seal und Prinz Harry.

## Lage
Das Krankenhaus liegt nördlich des Hyde Park und der Kensington Gardens. Westlich befindet sich der Bahnhof Paddington, nördlich ein Seitenkanal des Grand-Union-Kanals.

## Geschichte
Die Gründung erfolgte 1845. Zu seinen Gründungsmitgliedern zählte unter anderem Isaac Baker Brown, der die Klitoridektomie als Heilmittel von Hysterie propagierte. Seine Türen für Patienten öffnete das Krankenhaus im Jahr 1851, es war das letzte große voluntary hospital.
1874 wurde am St Mary’s Hospital von Charles Romley Alder Wright der Stoff Heroin synthetisiert. 1928 entdeckte Alexander Fleming dort das Penicillin. Ihm zu Ehren wurde sein Laboratorium zum Museum umgestaltet.
Seit 2008 wird das Krankenhaus durch den Imperial College Healthcare NHS Trust betrieben. Bis 1988 gehörte zum Krankenhaus die St Mary’s Hospital Medical School, die zur University of London gehörte. 1988 fusionierte die Schule mit dem Imperial College London, 1997 mit der Charing Cross and Westminster Medical School zur von der Universität unabhängigen Imperial College School of Medicine.